# Kurt Tank
Kurt Waldemar Tank (Bromberg, ma: Bydgoszcz 1898. február 24. – München, 1983. június 5.) német repülőgép-tervező és tesztpilóta, aki a Focke-Wulf tervező részlegének vezetője volt 1931 és 1945 között. A második világháború alatt a vezetése alatt álló csapat tervezte meg a Luftwaffe számos jelentős repülőgép-típusát, így a Fw 189, Fw 190, Fw 200 és Ta 152 repülőgépeket. A háború után Argentínában, majd Indiában vezetett projekteket, a hatvanas évektől pedig visszatért Németországba és az Messerschmitt-Bölkow-Blohm gyárban dolgozott, ahol többek között az F-104G gyártásában, valamint az MBB helikopterek és prototípusok tervezésében vett részt.

### Fiatalkora

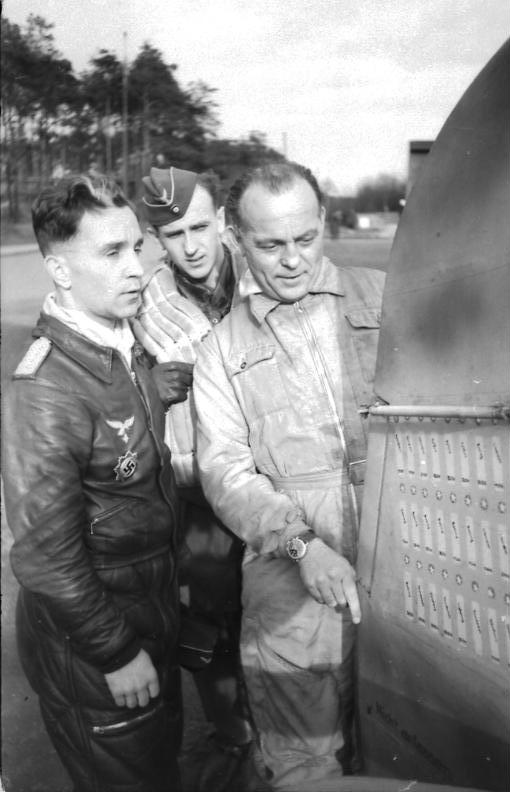
Kurt Tank és Günther Specht ászpilóta beszélget

Kurt Tank a ma Lengyelországhoz tartozó Brombergben született, nagyapja Ulánus tiszt, apja gránátos volt a Német Császárság hadseregében. Az első világháború kitörésekor be akart lépni a hadsereg (Heer) repülőgépes alakulatába (Fliegertruppe), de apja nyomására a lovassági pályát kezdte meg és kitüntetésekkel fejezte be a háborút. A háború után a Berlini Műszaki Egyetemen 1923-ban diplomázott, első munkáját a Rohrbach gyárban kapta, ahol a Ro VIII Roland utasszállító gép tervein végzett kisebb munkákat. Ez után az Albatros üzemben dolgozott, míg az a nagy gazdasági válság hatására csődbe ment és beolvadt a Focke-Wulf holdingba. Ezután Tank a Sanka Brücke svájci holding fedése alatt elkezdett dolgozni a Fw 44 kiképző- és sportgépen, amely viszonylag nagy kereskedelmi sikereket ért el és ezzel megalapozta a mérnök jó hírnevét az iparban. Ezután kapta meg élete első nagy projektjét, az atlanti óceánt átrepülni képes Fw 200 Condor utasszállító képében. A tehetséges mérnök vezetésével a Fw emberei a repülési magasság emelésével tudták javítani a repülőgép gazdaságossági mutatóit, így sikeres, korszerű típust alkottak meg, mindössze egy évnyi fejlesztés során, 1937 végére.

### Második világháború

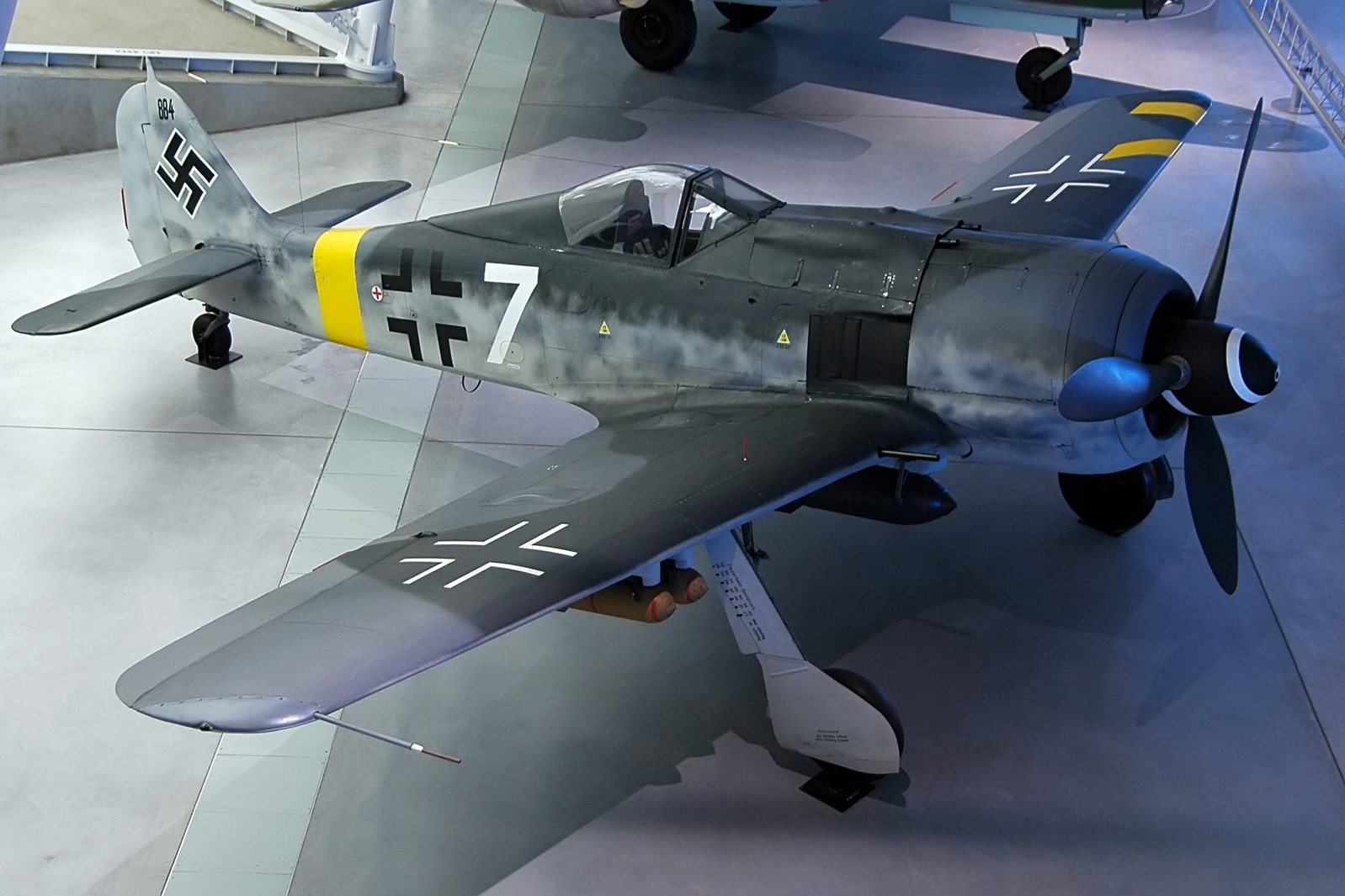
Fw 190

A háborúra készülődő Luftwaffe a felfutó termelési fázisban lévő Bf 109 vadászgépek mellé akart egy nehezebb, robusztusabb típust, amely nagyobb fejlesztési tartalékokkal rendelkezik, mivel féltek attól, hogy ha egyetlen típusra koncentrálnak akkor hosszú távon lemaradnak az angolokkal szemben. Ekkor tervezte meg rövid idő alatt Tank a talán leghíresebb munkáját a Fw 190 Würger típust, melyben a csillagmotor aktív hűtésével sikerült fokozni a teljesítményt. E gép 1941-től állt sorozatgyártás alatt és a Luftwaffe egyik fő gerincét adta, továbbá számos variáció alapjául is szolgált, mint például a Ta 152 magassági vadász. Emellett kiemelkedő még a Fw 189 felderítő-repülőgép. Munkái elismeréseképpen 1943-ban tiszteletbeli professzori címet kapott a Braunschweigi Műszaki Egyetemen.

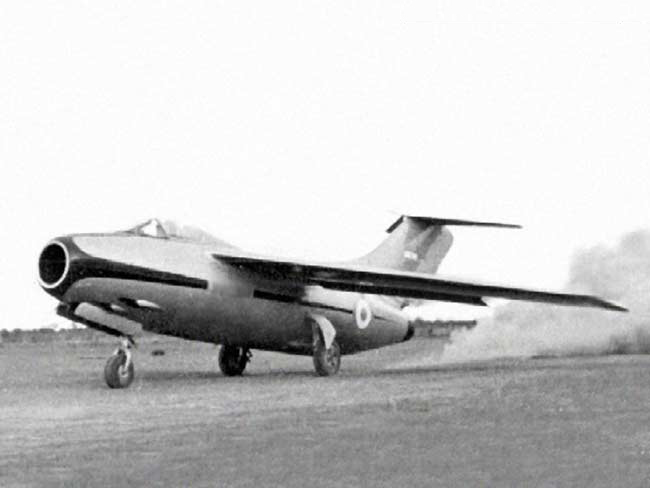
Pulqui

### A háború után

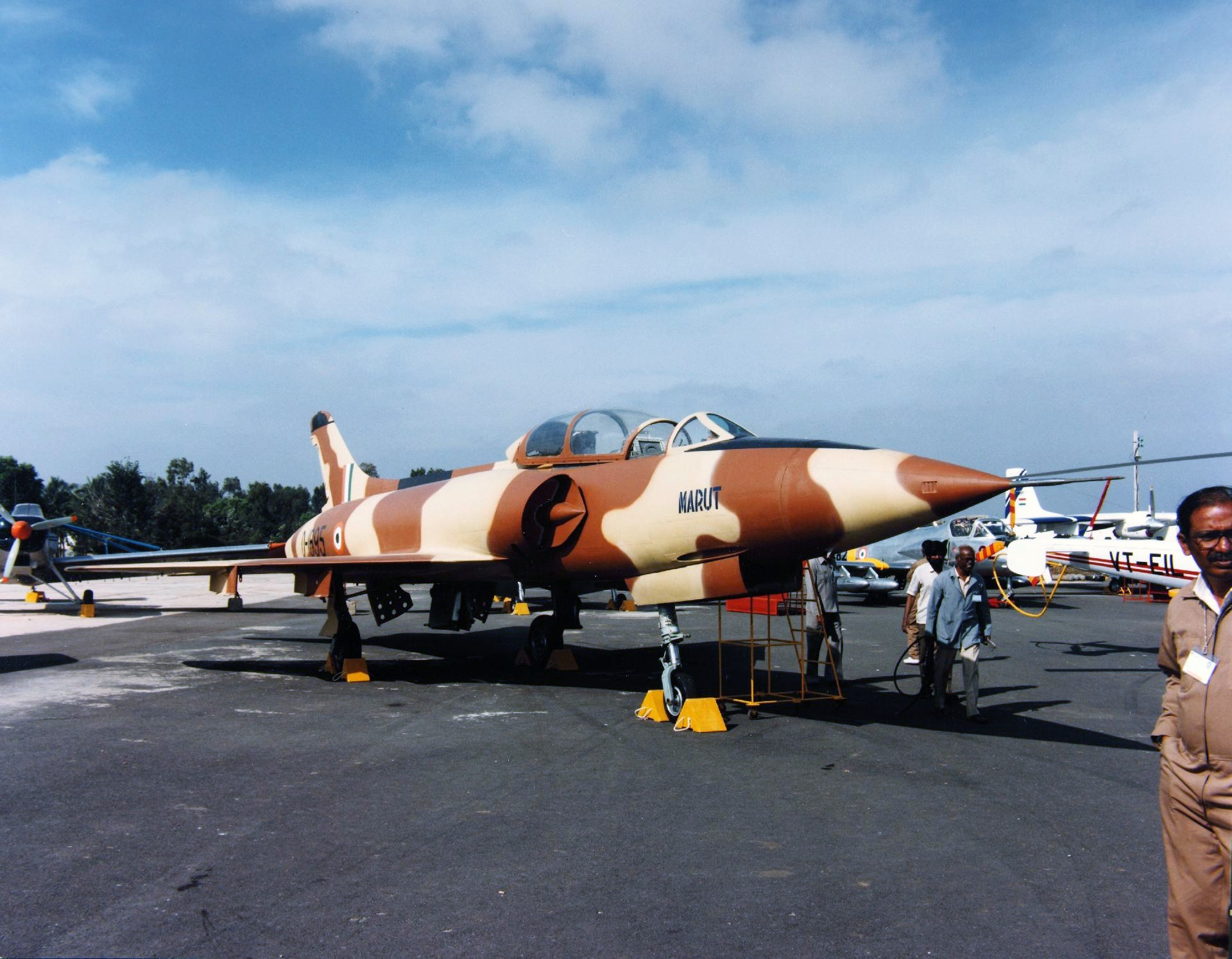
HF-24 Marut

1945 végén tárgyalt az USA, Anglia, Kína és a Szovjetunió képviselőivel, hogy kutatásait folytathassa, azonban sehonnan nem kapott ajánlatot. 1946-ban Pedro Matthies néven néhány Focke-Wulf-os kollégájával Argentínában az Instituto Aerotécnico (Córdoba) új Pulqui II nevű sugárhajtású vadászgépén kezdtek dolgozni, nagymértékben alapozva a Focke-Wulf Ta 183 projekt tapasztalataira. Emellett számos civil repülőgép tervezésébe is belefogtak, mint például a DINFIA IA 35. A Pulqui program azonban politikai okokból még a befejezése előtt törölve lett. Ezután a Hindustan Aeronautics Marut nevű vadászbombázóján dolgozott, amely India első saját gyártású sugárhajtású harci repülőgépe lett és 1985-ig állt szolgálatban. 1967 után Berlinbe költözött és a Messerschmitt-Bölkow-Blohm gyárban dolgozott. Itt többek között az F-104G gyártásában részt vett, valamint az MBB helikopterek és prototípusok tervezésében vállalt szerepet. 1983-ban Münchenben halt meg 85 évesen.

## Fordítás
- Ez a szócikk részben vagy egészben  a   Kurt Tank című angol Wikipédia-szócikk ezen változatának fordításán alapul.  Az eredeti cikk szerkesztőit annak laptörténete sorolja fel. Ez a jelzés csupán a megfogalmazás eredetét és a szerzői jogokat jelzi, nem szolgál a cikkben szereplő információk forrásmegjelöléseként.